# سیوند (رود)
رود سیوند یا پروآب، نام یکی از رودخانه‌های استان فارس است که از ارتفاعات پیرامون روستای خسروشیرین واقع در شهرستان آباده  سرچشمه می‌گیرد. این رود پس از عبور از دشت پاسارگاد، تنگه بلاغی و سیوند به رود کر پیوسته و در نهایت به دریاچه بختگان می‌ریزد.

## جغرافیا
رودخانه سیوند یک رود دایمی است به طول ۱۱۰ کیلومتر که از شهرستان‌های آباده و مرودشت عبور می‌کند. این رودخانه از کوه‌های سفید در غوک و تنگ گورک واقع در دهستان قنقری در حدود ۴۵ کیلومتری شمال باختری ده بید و طی ریزابه‌های فراوان سرچشمه گرفته و به سوی جنوب خاوری از منطقه نخودزار می‌گذرد. نام آن با رسیدن به روستای مشگان به رودخانه مشگان تغییر کرده و پس از طی مسیری طولانی و تغییر نام‌های متعدد با ورود به دره خاوری کوه سیوند مجدداً به رودخانه سیوند تغییر نام می‌دهد و به دهستان خفرک علیا وارد می‌شود. در این قسمت شاخه‌ای از آن به دشت خاوری کوه رحمت داخل می‌شود، در این دشت پخش شده و در باتلاق‌های آن ناپدید می‌شود. مازاد آب آن در حوالی بند امیر که در ۱۱ کیلومتری جنوب خاوری مرودشت قرار دارد به رود کر می‌پیوندد.